# Anurogryllus celerinictus
Anurogryllus celerinictus (Caraïbische kortstaartkrekel) is een rechtvleugelig insect uit de familie krekels (Gryllidae). De wetenschappelijke naam van deze soort is voor het eerst geldig gepubliceerd in 1973 door T. Walker. De zang van de mannelijke krekel bestaat uit een hoog gepiep van vooral 6,9 kHz.